# Heterota
Heterota is een geslacht van kevers uit de familie van de kortschildkevers (Staphylinidae).

## Soorten
- Heterota arenaria Cameron, 1920
- Heterota brevicollis (Bernhauer, 1929)
- Heterota gomyi Jarrige, 1973
- Heterota obscura Cameron, 1938
- Heterota pamphylica Fagel, 1969
- Heterota pictipennis (Fauvel, 1905)
- Heterota plumbea (G. Waterhouse, 1858)
- Heterota rougemonti Pace, 1993
- Heterota sunjaei Park & Ahn, 2008
- Heterota vinsoni Cameron, 1947